# Ghost in the Machine
Ghost in the Machine – czwarty album brytyjskiej grupy rockowej The Police, wydany w październiku 1981 roku.
W 2003 album został sklasyfikowany na 322. miejscu listy 500 albumów wszech czasów magazynu Rolling Stone.

## Lista utworów
1. Spirits in the Material World (Sting) 2:59
2. Every Little Thing She Does Is Magic (Sting) 4:22
3. Invisible Sun (Sting) 3:44
4. Hungry for You (J'auais Toujours Faim de Toi) (Sting) 2:53
5. Demolition Man (Sting) 5:57
6. Too Much Information 3:43
7. Rehumanize Yourself (Stewart Copeland, Sting) 3:10
8. One World (Not Three) (Sting) 4:47
9. Omegaman (Andy Summers) 2:48
10. Secret Journey (Sting) 3:34
11. Darkness (Stewart Copeland) 3:14